# D-2-hidroksi-kiselina dehidrogenaza
D-2-hidroksi-kiselina dehidrogenaza (EC 1.1.99.6, D-2-hidroksi kiselinska dehidrogenaza, (R)-2-hidroksi-kiselina:(akceptor) 2-oksidoreduktaza) je enzim sa sistematskim imenom (R)-2-hidroksi-kiselina:akceptor 2-oksidoreduktaza. Ovaj enzim katalizuje sledeću hemijsku reakciju
()-laktat + akceptor {\displaystyle \rightleftharpoons } piruvat + redukovani akceptor
Ovaj enzim je cinkov flavoprotein (FAD). On deluje na više (R)-2-hidroksi kiselina.

## Literatura
- Nicholas C. Price; Lewis Stevens (1999). Fundamentals of Enzymology: The Cell and Molecular Biology of Catalytic Proteins (Third изд.). USA: Oxford University Press. ISBN 019850229X.
- Eric J. Toone (2006). Advances in Enzymology and Related Areas of Molecular Biology, Protein Evolution (Volume 75 изд.). Wiley-Interscience. ISBN 0471205036.
- Branden C; Tooze J. Introduction to Protein Structure. New York, NY: Garland Publishing. ISBN 0-8153-2305-0.
- Irwin H. Segel. Enzyme Kinetics: Behavior and Analysis of Rapid Equilibrium and Steady-State Enzyme Systems (Book 44 изд.). Wiley Classics Library. ISBN 0471303097.

## Spoljašnje veze
- D-2-hydroxy-acid+dehydrogenase на 